# Massacre de Bentalha
Le massacre de Bentalha est un massacre qui s'est déroulé à  Bentalha, à environ 15 kilomètres au Sud d'Alger, en Algérie, dans la nuit du 22 au 23 septembre 1997.

## Déroulement
Perpétré durant la guerre civile algérienne par un groupe armé, il a fait près de 400 victimes. Ni les enfants et les femmes ne sont épargnés,. 

## Hypothèses concernant les auteurs du massacre
Certains s'interrogent sur la réelle identité des auteurs du massacre. Les uns pointent du doigt le GIA ou l'AIS opposés à l'appel à la trêve du FIS qui souhaite la tenue d'une conférence nationale de réconciliation, d'autres soupçonnent des généraux éradicateurs de l'armée algérienne, refusant toute négociation des autorités algériennes avec les terroristes, d'être les instigateurs du massacre dans une logique de guerre contre-insurrectionnelle. Des témoignages recueillis pour le documentaire Bentalha, autopsie d'un massacre renforcent les doutes et parlent de blindés positionnés aux alentours sans intervenir, d'un hélicoptère ayant survolé le lieu du massacre une partie de la nuit. Une hypothèse est que les unités de l'armée n'ont pu intervenir car toutes les routes autour du village étaient minées, ce qui, dans le même documentaire, a été nié par des témoins du massacre.
Pour beaucoup d’Algériens, l’armée, si elle n’est pas un acteur direct du massacre, a été largement complice ne serait-ce que par sa non-intervention.

## Postérité
Ce massacre a été rendu célèbre par la photographie d'Hocine Zaourar intitulée La Madone de Bentalha.
En 2005 est voté en Algérie la Charte pour la paix et la réconciliation nationale. Deux articles de l'ordonnance d'application de la Charte interdisent désormais toute poursuite et condamnent les familles de victimes à renoncer à toute velléité de justice. L'article 45 stipule ainsi qu'« aucune poursuite ne peut être engagée, à titre individuel ou collectif, à l'encontre des éléments des forces de défense et de sécurité de la République, toutes composantes confondues (…). Toute dénonciation ou plainte doit être déclarée irrecevable par l'autorité judiciaire compétente ». L'article 46 précise qu'« est puni d'un emprisonnement de trois ans à cinq ans et d'une amende de 250 000 dinars à 500 000 dinars, quiconque qui, par ses déclarations, écrits ou tout autre acte, utilise ou instrumentalise les blessures de la tragédie nationale pour porter atteinte aux institutions de la République algérienne démocratique et populaire, fragiliser l'État, nuire à l'honorabilité de ses agents qui l'ont dignement servie, ou ternir l'image de l'Algérie sur le plan international ».